# Лондонское миссионерское общество
Лондонское миссионерское общество (англ. London Missionary Society) — старейшее протестантское миссионерское общество, в прошлом действовавшее на территории Океании и других регионов мира (в Африке и Азии). Основано в 1795 году в Лондоне, Комитетом кальвинистских методистов и диссентеров, деятельность которых была тесно связана с изданием журнала Evangelical Magazine. В 1966 году Лондонское миссионерское общество было переименовано в Конгрегационалистский совет мировых миссий, а в 1977 году, после слияния с несколькими христианскими организациями, стала частью Совета мировых миссий. В настоящее время является частью Совета мировых миссий (англ. Council for World Mission).

## Деятельность общества в Океании
Изначально деятельность общества осуществлялась на острове Таити, куда была отправлена первая христианская миссия в сопровождении британского мореплавателя Уильяма Блая. Кроме того, общество взяло в наём судно Duff под командованием Джеймса Уилсона, на котором в 1797 году миссионеры высадились на Таити, островах Тонга и Маркизских островах. 
Длительное время деятельность по обращению местных островитян в христианство сопровождалась сопротивлением со стороны аборигенов: часть миссионеров была изгнана, а на островах Тонга три миссионера были убиты. Тем не менее к 1812 году представителям Лондонского миссионерского общества удалось обратить в новую религию нескольких жителей острова Таити, а после христианизации местного правителя Помаре II и его победы над местными вождями на острове было создано единое государство, в котором официальной религией стало христианство. 
Став христианином, Помаре II запретил поклонение языческим богам и приказал разрушить святилища мараэ. Кроме того, он издал свод законов, запрещавших человеческие жертвоприношения, полигамию, гостевой брак и детоубийство.
Насильственное распространение христианства на Таити имело едва ли не катастрофические последствия для местных жителей. Посетивший в 1824 году остров русский мореплаватель Отто Коцебу наблюдал не только практически полное уничтожение традиционной религии и культуры аборигенов, но и заметный упадок сельского хозяйства и демографический кризис.
Постепенно деятельность Лондонского миссионерского общества распространилась на соседние королевства Раиатеа, Хуахине и Бора-Бора. Кроме того, христианские миссии общества стали появляться на островах Тонга, Фиджи и Ротума. В 1830 году первые миссионеры высадились на Самоа. 
В результате, ко второй четверти XIX века Лондонское миссионерское общество имело собственные центры по обучению миссионеров на острове Раротонга и в поселении Малуа в Самоа. Было также христианизировано население Ниуэ, северных островов архипелага Кука, южных островов архипелага Гилберта, Новых Гебрид, Новой Каледонии, островов Луайоте.
Тем не менее ввиду того, что общество тратило большие финансовые ресурсы на свои миссии, расположенные в Индии, Китае и на Мадагаскаре, к концу XIX века оно потеряло многие свои позиции в Океании. На островах Тонга, Фиджи и Ротума определяющую роль стали играть уэслийские миссионеры; в Новой Каледонии и на островах Торресова пролива — англиканская церковь; на Новых Гебридах — пресвитерианцы.

## ЛМС в Южной Африке
В Южной Африке Лондонское миссионерское общество начало свою деятельность с 1799 года, когда в Капскую колонию прибыла первая группа английских миссионеров, в которую входили Йоханнес ван дер Кемп и Т. Кичерер. Ван дер Кемп впоследствии получил известность как первый христианский миссионер среди коса, а также как защитник прав африканского населения, прежде всего койкой. Он даже вступил в брак с женщиной койкой. К другим видным представителям общества в Южной Африке относятся Роберт Моффет, переведший Библию на язык сетсвана, известный путешественник Давид Ливингстон, Джон Филип, возглавивший в 1820-е годы кампанию по защите прав чернокожего населения Капской колонии. Основными регионами деятельности общества в Южной Африке в XIX веке являлись Капская колония, территория современной Ботсваны и земли коса, но его миссии были также на других территориях, например, среди ндебеле в современной Зимбабве. 

## Деятельность в России
В декабре 1812 года в Санкт-Петербурге по образцу Лондонского общества  было создано Российское библейское общество. Александр I стал членом общества с ежегодным взносом в 10 тысяч рублей. 
В 1814 году  Российское библейское общество начало сотрудничать с Лондонским миссионерским обществом. 26 декабря 1814 года Лондонское миссионерское общество приняло решение открыть представительство в Иркутске. 
Иркутск миссионеры сочли не удобным для размещения своей миссии. Город был русским и удалённым от границ. Они приняли решение поселиться в Селенгинске, который был ближе к китайской границе.